# Азербайджан на летней Универсиаде 2007
Азербайджан на XXIV Всемирной Летней Универсиаде в Белграде представляло 4 спортсмена в дзюдо.

## Медалисты
| Медаль | Спортсмен      | Вид спорта | Соревнование |
| ------ | -------------- | ---------- | ------------ |
| Золото | Рамиль Гасымов | Дзюдо      | до 66 кг     |

## Результаты соревнований
Рамиль Гасымов, выступавший в весе до 66 кг, поочерёдно выиграл у японца Тосиаки Умэцу, иранца Мохсена Закарью, тайванца Сяо Чунг Сунга, египтянина Ахмеда Абуэльхера, а в финале — испанца Сугои Уриарте, став победителем Универсиады.
Руслан Алиев в весовой категории до 81 кг в 1/16 финала одолел ливанского дзюдоиста Джорджа Мархеба, но в 1/8 уступил Хатему Абд Альхару из Египта.
Неудачно выступили также Араз Мухтаров в весе до 73 кг и Шахана Алмамедова в весе до 57 кг.